# Diagonális szimfónia
A Diagonális szimfónia (németül: Symphonie diagonale) 1924-ben bemutatott német animációs rövidfilm Viking Eggeling  rendezésében.
Eggeling 1923 nyarán kezdett el dolgozni a Diagonális szimfónián. Papírkivágásokat és alufólia-figurákat fényképezett le képkockánként. Zártkörű bemutatóját 1924. november 5-én tartották. Németországi nyilvános premierje 1925. május 3-án volt tizenhat nappal Eggeling Berlinben bekövetkezett halála előtt. 
A filmben derékszögek, változó hosszúságú egyenes vonalak és görbék jelennek meg és tűnnek el változó sebességgel gyakran visszatérő formákat alkotva.

## Fordítás
- Ez a szócikk részben vagy egészben  a   Symphonie diagonale című angol Wikipédia-szócikk ezen változatának fordításán alapul.  Az eredeti cikk szerkesztőit annak laptörténete sorolja fel. Ez a jelzés csupán a megfogalmazás eredetét és a szerzői jogokat jelzi, nem szolgál a cikkben szereplő információk forrásmegjelöléseként.